# Lithacodia fuscula
Lithacodia fuscula là một loài bướm đêm trong họ Noctuidae.